# Rochefort-sur-Nenon
Rochefort-sur-Nenon es una localidad y comuna francesa situada en la región de Franco Condado, departamento de Jura, en el distrito de Dole y cantón de Rochefort-sur-Nenon.

## Demografía
| 346 | 294 | 286 | 387 | 599 | 641 | 207 |
| Para los censos de 1962 a 1999 la población legal corresponde a la población sin duplicidades (Fuente: INSEE [Consultar]) |     |     |     |     |     |     |